# Конфри, Зез
Эдвард Элзиер «Зез» Конфри (англ. Edward Elzear "Zez" Confrey; 3 апреля 1895 — 22 ноября 1971) — американский композитор-пианист в стилях джаз и регтайм . Его самыми известными произведениями являются «Котёнок на клавиатуре» («Kitten on the Keys») и «Головокружительные пальцы» («Dizzy Fingers»).

## Биография
Родился в городке Перу, штат Иллинойс, США, младшим ребёнком Томаса и Маргарет Конфри. С детства хотел стать концертным исполнителем, поэтому поступил в Чикагский музыкальный колледж и одновременно брал частные уроки. С 1916 г. — штатный пианист компании Witmarks в Чикаго.
После Первой мировой войны стал пианистом и аранжировщиком компании QRS, которая делала пиано-ролики для механических пианино. Также выполнял мелодии для AMPICO Company, которая тоже выпускала пиано-ролики для таких, например, пианино, как Mason & Hamlin, Chickering и др. Его композиция «Котёнок на клавиатуре», которая вышла в 1921 году, стала хитом, после чего он написал много других произведений в жанре регтайма. Однако его главным бестселлером было другое произведение, «Головокружительные пальцы» (1923).
После 1920-х гг. он писал главным образом для джаз-бандов. После Второй мировой войны прекратил активную музыкальную деятельность, но продолжал время от времени писать новые произведения до 1959 года. Умер в г. Лейквуд, штат Нью-Джерси после длительной болезни Паркинсона в возрасте 76 лет. Оставил после себя более сотни произведений для пианино, миниатюрных опер и песен, а также пиано-роликов для механического пианино, музыкальных публикаций и записей.

## Избранная дискография
- Zez Confrey: Creator of the Novelty Rag, Zez Confrey (1976)
- The Dancing Twenties, Various Artists (1976)
- The Piano Roll Artistry of Zez Confrey, Zez Confrey (1982)
- Kitten on the Keys: The Piano Music of Zez Confrey, (1983, Dick Hyman)

## литература
- Rags and Ragtime by Jasen and Tichenor, Dover, 1978.